# Salvador de Ocampo

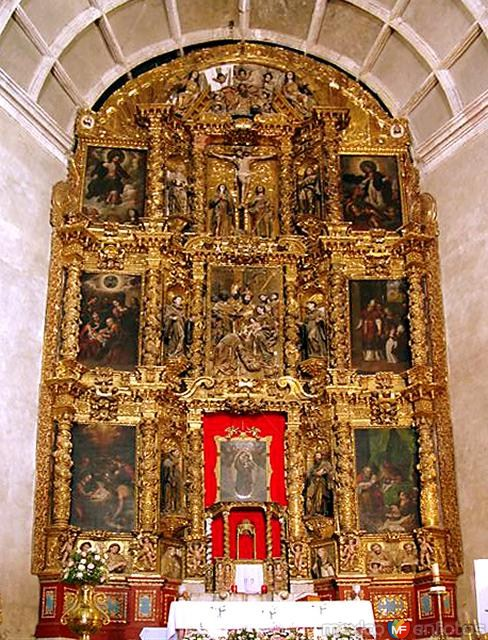
Retablo de la iglesia de Meztitlan

Salvador de Ocampo (ca. 1673 – 1724) fue un escultor y ensamblador de retablos mestizo miembro de una familia de artistas, activo en el Virreinato de Nueva España a caballo de los siglos XVII y XVIII.

## Obras destacadas
- Retablo de la iglesia agustina de los Santos Reyes en Metztitlán (1696)
- Sillería del coro del Convento de San Agustín, actualmente en el salón de actos del Colegio de San Ildefonso. Contratada en 1701 en ella intervinieron Tomas Xuárez (Juárez), padre de Salvador, Andrés de Roa y Francisco Rodríguez.